# Implacable (Schiff, 1901)
HMS Implacable war ein Schlachtschiff (Einheitslinienschiff) der Formidable-Klasse, das Ende des 19. Jahrhunderts für die Royal Navy gebaut wurde.

## Geschichte
Die Implacable wurde am 13. Juli 1898 in Devonport auf Kiel gelegt, am 11. März 1899 vom Stapel gelassen und am 10. September 1901 für den Einsatz in der Mittelmeerflotte in Dienst gestellt. Am 12. Juli 1905 ereignete sich eine Kesselexplosion durch Einströmen von Dampf in die Hauptdampfleitung, während sich Wasser in der Leitung befand. Zwei Männer wurden getötet und mehrere verletzt. Ein Jahr später, am 16. August, ereignete sich eine weitere Explosion aufgrund von Überhitzung durch Verlust von Speisewasser. Im Februar 1909 wurde sie zur Atlantic Fleet abkommandiert. Im Mai 1912 wurde die Atlantic Fleet umstrukturiert und in Home Fleet umbenannt und die Implacable dem 5. Schlachtgeschwader der Home Fleet zugewiesen.

### Erster Weltkrieg
Beim Beginn des Krieges wurde sie zum 5. Schlachtgeschwader der Kanalflotte vor Portland abkommandiert. Im Oktober 1914 wurde sie der „Dover Patrol“ zugeordnet, wo sie die Britischen Expeditionskorps in Belgien unterstützte.

#### Schlacht von Gallipoli
Zur Vorbereitung auf den Hauptangriff auf die inneren Befestigungsanlagen am 18. März wurde die Implacable zusammen mit der Queen am 13. März in die Dardanellen verlegt. Bei ihrer Ankunft in Limnos am 23. März 1915 schloss sich die Implacable dem 1. Geschwader unter dem Kommando von Konteradmiral Rosslyn Wemyss an. In der Nacht vom 24. auf den 25. April wurden Truppen auf die Implacable, die Cornwallis und die Euryalus eingeschifft und im Schutz der Dunkelheit zu ihren Landungsabschnitten gebracht. Die Implacable traf vor X Beach am Kap Helles ein und begann um 4:00 Uhr mit der Anlandung, während sie auf die osmanischen Stellungen feuerte. Am 26. April sammelten sich osmanische Streitkräfte bei Krithia für einen Gegenangriff auf Y Beach. Daraufhin begann die Implacable das Feuer auf die Stellungen der Türken zu eröffnen, was sie dazu veranlasste, sich zurückzuziehen. Zwei Tage später befand sie sich erneut vor X Beach und beschoss zusammen mit mehreren anderen britischen und französischen Schiffen osmanische Truppen auf Krithia. In der Nacht zum 1. Mai verhinderte sie einen Angriff auf Y Beach und unterstützte fünf Tage später den einen Angriff von britischen und ANZAC-Truppen auf Krithia.
Am 22. Mai wurde das Schiff in die Adria abkommandiert, um die italienischen Marine zu verstärken. Im November 1915 beteiligte sie sich vor Thessaloniki an der Seeblockade Griechenlands und wurde dann im selben Monat an den Sueskanal verlegt, wo sie bis April 1916 Teil der „Suez Canal Patrol“ war.

#### Mittelmeer
Auf eine Überholung in Plymouth folgte ein erneuter Einsatz im Mittelmeer, wo die Implacable bei der durch die Alliierten erzwungenen Abdankung König Konstantins I. von Griechenland am 11. Juni 1917 vor Athen lag und Teil der britisch-französischen Drohkulisse gegen den deutschfreundlichen Monarchen war. Im Juli war sie das letzte im Dienst befindliche britische Schiff im Mittelmeer. Im Juli 1917 kehrte das Schiff in die Heimat zurück und wurde bei ihrer Ankunft in Portsmouth ausgemustert. Nach kurzem Einsatz als Depotschiff in der „Northern Patrol“ von März bis November 1918 wurde das Schiff nach seiner endgültigen Ausmusterung am 8. November 1921 an Slough Trading Co. zum Abwracken verkauft.

## Technische Beschreibung
Das Schiff hatte eine Gesamtlänge von 131,60 m, eine Breite von 22,90 m und einen Tiefgang von 7,90 m. Der Freibord betrug vorn 7,01 m, mittschiffs 5,10 m und achtern 5,50 m. Die Verdrängung lag zwischen 14.700 t und 16.100 t.

### Antrieb
Die Implacable war mit zwei Dreizylinder-Verbunddampfmaschinen ausgestattet, die jeweils eine Welle antrieben und insgesamt 15.000 Shp (11.032 kW) entwickelten, mit denen sie eine Höchstgeschwindigkeit von 18 Knoten (33 km/h) erreichte. Der Dampf wurde von 20 Belleville-Kesseln mit einem Arbeitsdruck von 20,6 bar geliefert. Das Schiff konnte maximal 2.032 t Kohle mitführen, was ihm bei 10 Knoten (19 km/h) eine Reichweite von 5500 Seemeilen (10.190 km) ermöglichte. Die Besatzung des Schiffes bestand aus 780 Mann plus Offiziere.

### Bewaffnung
Die Hauptbewaffnung bestand aus vier 305-mm-Geschützen, die in Doppelgeschütztürmen vor und hinter den Aufbauten ausgeführt waren. Die Geschütze waren auf Mk-BVII-Lafetten mit einem Seitenrichtbereich von −150 bis +150 Grad montiert. Die Kanonen selbst wogen 51 t und hatten bei einer maximalen Elevation von 30° und einer Mündungsgeschwindigkeit von 796 m/s eine Reichweite von 24.230 m. Sie verschossen 386 kg schwere Granaten mit einer Kadenz von ca. 2 Schuss pro Minute. Die Sekundärbewaffnung bestand aus zwölf 152-mm-Geschützen in Kasematten, von denen sich vier in den Ecken und die restlichen acht neben den Aufbauten befanden, sechs auf jeder Breitseite. Die Geschütze hatten bei einer maximalen Elevation von +20° und bei einer Mündungsgeschwindigkeit von 805 m/s eine Reichweite von 16.340 m. Sie verschossen 45 kg schwere Granaten mit einer Kadenz von fünf bis sieben Schuss pro Minute. Zur Abwehr gegen Torpedoboote waren zehn 12-Pfünder-Geschütze und sechs 3-Pfünder-Geschütze installiert. Außerdem war das Schiff vier im Rumpf versenkten 460-mm-Torpedorohren ausgestattet.

### Panzerung
Die Implacable hatte einen 229 mm starken Gürtel aus Krupp-Zementstahl, der mit den 229 bis 305 mm dicken Querschotten an beiden Enden des Schiffes abschloss. Die Geschütztürme waren an den Seiten 203 mm bis 254 mm dick und das Dach 305 mm. Die Barbetten und die 152-mm-Geschütze in den Kasematten waren mit 152 mm geschützt. Der Kommandoturm hatte rundum eine Panzerung von 356 mm. Das Schiff verfügte über zwei gepanzerte Decks mit einer Dicke von 25 bzw. 76 mm.

### Umbauten
1902 wurden die Schilde der 47-mm-Kanonen entfernt. Von 1903 bis 1906 wurde die Implacable mit Entfernungsmessern und Feuerleitsystemen ausgestattet. Von 1906 bis 1907 wurden die 47-mm-Kanonen vom Ausguck des Groß- und Fockmasts entfernt und in den Aufbauten angebracht. 1908 wurden die 76-mm-Kanonen in die Aufbauten verlegt, vier vorn und vier achtern. 1915 wurde die Panzerung der Brücke durch Sandsäcke verstärkt und das Schiff mit Camouflage ausgestattet.